# 화암초등학교
화암초등학교(화암初等學校)는 대한민국 울산광역시 동구 방어동에 있는 초등학교다.

## 학교 연혁
- 2002.03.01 화암초등학교 개교 (27학급 편성)
- 2006.03.01 문현초등학교 25학급으로 분리
- 2007.10.26 시지정 창의력교육 시범학교 운영
- 2010.11.30 2010년 학교평가 교육과학기술부 장관 최우수상 수상
- 2011.03.01 제5대 최성훈 교장선생님 부임
- 2011.10.18 울산광역시교육청 지정 에너지절약 정책연구학교 보고(2차년도)
- 2011.12.20 학부모회 운영 우수학교 교육과학기술부 장관상 연속 2년 수상
- 2012.12.20 학부모회 교육과학기술부장관상 수상
- 2012.12.20 광역시교육청 학교평가 최우수교 선정
- 2013.02.16 제10회 졸업식(졸업생 누계 : 1,933명)
- 2013.03.01 36학급 편성
- 2013.12.03 2013 광역시교육청 학교평가 최우수교선정
- 2014.02.21 제12회 졸업식(졸업식 누계 : 2,256명)
- 2014.03.01 36학급 편성
- 2015.02.17 제13회 졸업식(졸업식 누계 : 2,413명)
- 2016.03.01 제7대 강동옥 교장선생님 부임
- 2019.03.01 제8대 김욱년 교장선생님 부임